# Francesco Nazzaro
Francesco Nazzaro (Napoli, 4 gennaio 1921 – Marano di Napoli, 13 ottobre 2009) è stato un pittore italiano.

## Biografia
Si diplomò presso il Regio Istituto d'Arte di Napoli (oggi liceo artistico Boccioni – Palizzi), dove fu allievo di Alberto Chiancone ed Emilio Notte. In seguito, si diplomò al Magistero di Napoli. Nel 1954 frequentò la Scuola di nudo tenuta da Domenico Spinosa presso l'Accademia di Belle Arti di Napoli. Dal 1955 è stato professore di ruolo di materie artistiche nelle scuole statali.
Iniziò giovanissimo la sua attività artistica, partecipando alla XII mostra sindacale della Campania, svoltasi a Napoli nel 1942. I primi anni della sua attività sono caratterizzati da uno stile neorealista, prediligendo rappresentazioni di vita quotidiana, specialmente di ambientazione rurale, con una gamma cromatica che si ispira ai colori della natura e della vita.
Tra la fine degli anni '50 e i primi anni '60 il suo stile pittorico risente dell'arte informale, senza, tuttavia, negare completamente la rappresentazione della realtà, ma, come dice Carlo Barbieri, "Le cose, gli aspetti reali, son sempre davanti a noi ma trasfigurati in un'altra dimensione poetica ..." È in questo periodo che, come dice Domenico Spinosa, "… la tavolozza del pittore si è andata via via affinando, arricchendosi di più sottili gamme, ripulendosi da quelle contaminazioni chiaroscurali che, fino a ieri, costituivano il più serio ostacolo al processo di revisione e di aggiornamento che può facilmente riscontrarsi nella sua pittura di oggi."
Intorno alla metà degli anni '60 ritorna ad una rappresentazione figurativa della realtà, con opere che si sono, ormai, liberate "di molte scorie chiaroscurali, raggiungendo una colorazione più fluida e nello stesso tempo profonda, in notevoli sintesi formali, che danno conto tra l'altro di una raffinatezza e di una modernità espressiva, degna di rilievo.". Nel 1966 fu tra i fondatori del gruppo "Tradizione e realtà" che si proponeva di valorizzare l'arte figurativa in contrapposizione al movimento astrattista.
Chiarista di raffinato impasto coloristico per meglio esprimere la sua poetica si dedica anche alla pittura a tempera, e, come dice Alfredo Schettini, "… se ne serve con particolare capacità, come dimostrano gli splendidi risultati. Asciugando rapidamente la tempera si presta a una esecuzione veloce, di getto: offre toni cromatici di fresca e luminosa chiarezza ed una compattezza di superficie in cui la pennellata si assorbe, senza le impronte e le durezze di tocco che presenta invece la tecnica ad olio." Per la stessa esigenza di ottenere nelle sue opere soggetti "… animati dalle più sottili e delicate vibrazioni coloristiche", comincia ad utilizzare anche la tecnica del pastello.
Ha partecipato a numerose, importanti rassegne, ottenendo molti riconoscimenti, tra i quali: 5 edizioni del Maggio di Bari, 3 edizioni del Premio Villa San Giovanni, Concorso internazionale della Repubblica di San Marino (vincitore del 1º premio), Concorso internazionale Vesuvio (1º premio).